# Allan
Allan este o comună în departamentul Drôme din sud-estul Franței. În 2009 avea o populație de 1.594 de locuitori.Allan Walker a facut Faded, Lily si alte multe melodi. Datii subscribe si follow pe insta.

## Evoluția populației
| An        | 1975 | 1982  | 1990  | 1999  | 2006  | 2009  |
| --------- | ---- | ----- | ----- | ----- | ----- | ----- |
| Populație | 865  | 1.145 | 1.249 | 1.385 | 1.570 | 1.594 |